# 大阪河﨑リハビリテーション大学
大阪河﨑リハビリテーション大学（おおさかかわさきリハビリテーションだいがく、英語: Osaka Kawasaki Rehabilitation University）は、大阪府貝塚市水間158番地に本部を置く日本の私立大学。1997年創立、2006年大学設置。大学の略称は公式の「カワリハ」のほか、大阪河﨑リハビリ大学。
リハビリテーションに携わる理学療法士、作業療法士、言語聴覚士を養成する。地域住民向けの認知症予防活動にも取り組んでいる。
2026年4月に「和泉大学(Izumi University)」へと改称することが発表されている。

## 沿革
- 1997年4月 前身である河﨑医療技術専門学校開校。
- 2006年4月 大阪河﨑リハビリテーション大学開学。
- 2008年3月 河﨑医療技術専門学校閉校。
- 2022年4月 大学院リハビリテーション研究科リハビリテーション学専攻設置。
- 2026年4月 和泉大学へ改称。

## 学部・学科
- リハビリテーション学部
  - リハビリテーション学科
    - 理学療法学専攻
    - 作業療法学専攻
    - 言語聴覚学専攻

## 大学院
- リハビリテーション研究科
  - リハビリテーション学専攻（修士課程）
    - 運動機能科学領域
    - 生活行為科学領域
    - コミュニケーション科学領域

## 取得資格
資格
- 理学療法士国家試験受験資格：理学療法学専攻
- 作業療法士国家試験受験資格：作業療法学専攻
- 言語聴覚士国家試験受験資格：言語聴覚学専攻
- 園芸療法士：所定の単位を得ている者に対して全国大学実務教育協会より「園芸療法士」が認定される。

## キャンパスライフ
- キャンパスへのアクセス

水間鉄道水間線・水間観音駅から徒歩4分
阪和線・熊取駅からスクールバス約15分
- 大学祭「泉華祭」（10月）

## 協定等
- 2009年3月に大阪美化活動「アドプト・ロード・リハ大学前」協定締結。
- 近畿大学泉州高等学校 - 2010年3月に高大連携協定を締結。
- 医療法人河﨑会水間病院 - 2011年1月に本学精神科リハビリテーション研究センターの管理運営業務基本協定を締結。
- 貝塚市 - 2013年5月に「市民の健康及び社会福祉の充実」に関する連携協定締結。

## 著名な教員
- 武田雅俊（認知予備力研究センター長、元日本精神神経学会理事長）